# Nouvelle-Zemble (raïon)
Cet article traite de la Nouvelle-Zemble comme formation administrative. Pour le reste, voir l'article Nouvelle-Zemble.
La Nouvelle-Zemble (en russe : Но́вая Земля́, Novaïa Zemlia) est une subdivision administrative (raïon) et une municipalité (okroug urbain) de l'oblast d'Arkhangelsk dans le Nord de la Russie européenne. Il englobe l'archipel de la Nouvelle-Zemble, dans l'Arctique russe. Son centre administratif est le village de Belouchia Gouba, et il compte en tout 2 localités, l'autre étant Rogatchiovo. Sa population s'élevait à 2 360 habitants en 2023.

## Géographie
Le raïon se situe dans l'oblast d'Arkhangelsk, un sujet de la fédération de Russie situé dans le Nord de la Russie européenne. Le sujet fait partie du district fédéral du Nord-Ouest, et il inclus comme tout l'oblast dans la région du Nord. Comme tout l'oblast, il est situé dans le fuseau horaire MSK (heure de Moscou). Le décalage horaire appliqué par rapport au temps universel coordonné est +03:00.
Le raïon englobe entièrement l'archipel de la Nouvelle-Zemble, dans l'Arctique russe.